# St Asaph
St Asaph (/sənt ˈæsəf/; tiếng Wales: Llanelwy [ɬanˈɛlʊɨ̯]) là một thành phố và cộng đồng nằm bên sông Elwy ở Denbighshire, Wales. Theo thống kê 2011 thành phố có dân số 3.355 người khiến nó trở thành thành phố nhỏ thứ nhì đất nước.
Về lịch sử là một phần của Flintshire, vây quanh St Asaph là một vùng thôn quê. Nó nằm gần một số thị trấn ven biển nhộn nhịp gồm Rhyl, Prestatyn, Abergele, Colwyn Bay và Llandudno. Những tòa lâu đài Denbigh và Rhuddlan cũng nằm gần đây.